# سامبا تشيرينج
سامبا تشيرينج هو لاعب كرة قدم بوتاني في مركز الهجوم، ولد في 26 مايو 1995 في وانغدو فودرانغ ‏ في بوتان. لعب مع Druk United FC ‏.